# Knight Könyvtár
A Knight Könyvtár (angolul: Knight Library) az Oregoni Egyetem főkönyvtára az Amerikai Egyesült Államok Oregon államának Eugene városában. A szövetségi tárolókönyvtár névadója Phil Knight.
1990 óta szerepel a történelmi helyek jegyzékében.

## Története
A létesítmény a gyűjtemény növekedése miatt 1937-ben nyílt meg a Fenton épület kiváltására. A Frederick Steiwer szenátor hatására szövetségi támogatásból megvalósuló építkezés több mint két évig tartott; tervezője Ellis F. Lawrence, kivitelezője a Lawrence, Holford, and Allyn volt. A neoromán stílusú épület homlokzatán számos díszítést is elhelyeztek.
1950-ben, 1966-ban és 1994-ben felújították, utóbbi alkalmával alapterülete 12 ezer négyzetméterrel bővült. A létesítmény felvette a felújítás szponzora, Phil Knight nevét; ugyan a híradások szerint a teljes projektet Knight finanszírozta, valójában kétharmadát kormányzati forrásokból fedezték.
2018-ban és 2020-ban a „faji örökségünk” feliratot vandalizálták. A könyvtár vezetése szerint a rasszista tartalmú feliratokat letakarják.

## Gyűjteménye
A második szinten elhelyezkedő különgyűjteményében és levéltárában háromezer ritka könyv, kézirat, rajz, fotó és tervrajz található meg. A létesítményt az egyetemi polgárok mellett kutatók is használják.

## Fordítás
- Ez a szócikk részben vagy egészben  a   Knight Library című angol Wikipédia-szócikk ezen változatának fordításán alapul.  Az eredeti cikk szerkesztőit annak laptörténete sorolja fel. Ez a jelzés csupán a megfogalmazás eredetét és a szerzői jogokat jelzi, nem szolgál a cikkben szereplő információk forrásmegjelöléseként.